# Azerbeidzjan op de Olympische Winterspelen 2014
Azerbeidzjan was een van de landen die deelnam aan de Olympische Winterspelen 2014 in Sotsji, Rusland.

## Deelnemers en resultaten
(m) = mannen, (v) = vrouwen 

### Alpineskiën
| Olympiër              | Onderdeel        | Resultaat | Prestatie                                                          |
| --------------------- | ---------------- | --------- | ------------------------------------------------------------------ |
| Patrick Brachner      | reuzenslalom (m) | 53e       | run 1: 1.31,32 (60e) run 2: 1.32,31 (53e) totaal: 3.03,63 (+18,34) |
| Patrick Brachner      | slalom (m)       | DNF-1     | run 1: niet gefinisht                                              |
|                       |                  |           |                                                                    |
| Gaia Bassani Antivari | slalom (v)       | DNS-1     | run 1: niet gestart                                                |

### Kunstrijden
| Olympiër                      | Onderdeel | Resultaat | Prestatie                                                                         |
| ----------------------------- | --------- | --------- | --------------------------------------------------------------------------------- |
| Julia Zlobina Alexei Sitnikov | IJsdansen | 12e       | korte kür: 58,15 punten (14e) vrije kür: 90,48 punten (11e) totaal: 148.63 punten |